# Teresa Porzecanski
Teresa Porzecanski   (Montevideo, 5 de maig de 1945) és una escriptora i antropòloga uruguaiana.
Els seus treballs de ficció cobreixen temes que van des del femení i religiós a les vivències i tradicions de les comunitats jueves assentades a l'Uruguai, les minories afrodescendents, la religiositat popular, els sistemes de creences no tradicionals, el cos i les seves implicacions en la identitat, l'etiologia del prejudici social i individual, tot això vist des d'una perspectiva antropològica.
La seva assagística cobreix àrees antropològiques, de ciències socials i de treball social. Un dels seus principals temes d'estudi és la funció del cos dins el sistema social i les formes que l'ésser humà s'ha donat per mirar-se a si mateix.

## Trajectòria professional
Teresa Porzecanski va néixer en una família jueva d'ascendència asquenazita per via paterna i sefardita per materna. El seu pare va arribar a l'Uruguai el 1928 des de Liepāja (Letònia), als 14 anys, escapant de l'antisemitisme europeu. La seva mare va néixer a l'Uruguai, de mare vinguda de Beirut (Líban) i de pare nascut a Damasc (Síria).
Es va graduar com a Llicenciada en Treball Social a la Universitat de la República (UdelaR). Va realitzar un Doctorat en Treball Social amb especialitat en Desenvolupament Comunitari. Al mateix temps, es va graduar com a Llicenciada en Ciències Antropològiques a la Universitat de la República, amb especialitat en Etnologia, va realitzar un postgrau en Hermenèutica (Universitat de Bilbao) i un Màster en Tecnologies de la Informació i la Comunicació (Universitat Complutense de Madrid). Ha estat docent de grau i postgrau en Antropologia Cultural a la Universitat de la República, a la UCUDAL, al CLAEH i en diverses universitats i centres acadèmics de l'Argentina, Brasil, Perú, Mèxic, Suècia, Estats Units d'Amèrica, Puerto Rico i Israel. Ha treballat com a investigadora i docent universitària en diversos països d'Amèrica i Europa.
El 1988 va accedir a una beca Fulbright. El 1992 va guanyar la beca Guggenheim per a l'estudi del folklore sefardita i la finalització de la seva novel·la Perfumes de Cartago.
El 2005 li va ser atorgada la beca Residència de la Fundació Rockefeller a Bellagio (Itàlia), per concloure la novel·la Su pequeña eternidad. Va rebre cinc vegades premis del Ministeri d'Educació i Cultura (MEC) (1967, 1976, 1995, 2007 i 2008), dues vegades el de la Intendència Municipal de Montevideo (1986 i 1989), el Premi Bartolomé Hidalgo de la Crítica el 1995, el Premi Morosoli de Literatura al conjunt de la seva obra el 2004, entre d'altres.

## Obres
Més de cent articles seus, assajos, obres de ficció, etc., han aparegut en publicacions especialitzades i antologies, en diversos idiomes.

### Novel·la
- Invención de los soles (MZ, 1981 - Comunidad del Sur, Estocolm, 1982).
- Una novela erótica (Margen, 1986 - Planeta, 2000).
- Mesías en Montevideo (Ed. Signos, 1989 - Arca, 2005).
- Perfumes de Cartago (Ediciones Trilce, 1994 - Planeta, 2003).
- La piel del alma (Seix-Barral, 1996) .
- Felicidades fugaces (Planeta, 2002).
- Su pequeña eternidad (Planeta, 2007 - Criatura Editora, 2016).
- Irse y andar (Ediciones B, 2011 - Planeta 2016).
- La vida simple. Crónicas cotidianas (Seix Barral Biblioteca Breve, Editorial Planeta, Montevideo, 2019).
- Irse y andar (Bolsilibros, Planeta, Montevideo, 2016).

### Contes
- El acertijo y otros cuentos (Arca, 1967).
- Historias para mi abuela (Letras, 1970).
- Construcciones (Arca, 1979).
- Ciudad impune (Monte Sexto, 1986).
- La respiración es una fragua (Ediciones Trilce, 1989).
- Primeros cuentos (Solaris, 1998).
- Nupcias en familia y otros cuentos (Editorial Alfaguara-El Observador, 1998).
- Cosas imposibles de explicar y otros cuentos escogidos (Rebeca Linke, 2008).

### Poesia
- Esta manzana roja (prosa i poesia, 1972).
- Intacto el corazón (poesia i relats, Ed. Banda Oriental, 1976).
- Palabra líquida (antologia poètica, Ático Ediciones, 2006).

### Assaig (llista parcial)
- Desarrollo de comunidad y subculturas (1972).
- Mito y realidad en Ciencias Sociales (1973).
- Lógica y relato en Trabajo Social (1974).
- Curanderos y caníbales. Ensayos antropológicos sobre guaraníes, charrúas, bororos, terenas y adivinos (1989).
- Rituales, ensayos antropológicos sobre umbanda, mitologías y ciencias sociales (1991).
- Historias de vida: negros en el Uruguay (1994).
- Historias de vida de inmigrantes judíos al Uruguay (1986).
- Historias de la vida privada en el Uruguay (1996), amb José Pedro Barrán i Gerardo Caetano.
- La vida comenzó acá: inmigrantes judíos en el Uruguay (Linardi y Risso, 2005).
- Historias de exclusión: afrodescendientes en el Uruguay (2006), amb Beatriz Santos.
- Cuestiones del corazón. Ensayos antropológicos (Taurus, 2007).
- El cuerpo y sus espejos. Estudios culturales (Taurus, 2008), compilació.
- Somos cuerpo, itinerarios y límites (EAE, 2011).
- Palabra, silencio y representación. Estudios crítico-culturales sobre modos de representación (2011).
- Pensando el tiempo. Una antropología de la temporalidad (EAE, 2011).

### En altres idiomes
- Sun Inventions and Perfumes of Carthage, two novellas (University of New Mexico Press, Estats Units d'Amèrica, 2000)
- La pelle dell'anima (Centro Studi Jorge Eielson, Florència, Itàlia, 2019); Traducció i notes de Marco Benacci.